# Timber Peak
Timber Peak är en bergstopp i Antarktis. Den ligger i Östantarktis. Nya Zeeland gör anspråk på området. Toppen på Timber Peak är 3 070 meter över havet. Timber Peak ingår i Eisenhower Range.
Terrängen runt Timber Peak är kuperad åt sydväst, men åt nordost är den bergig. Trakten är obefolkad. Det finns inga samhällen i närheten. 